# Seun Ajayi
Seun Ajayi es un actor nigeriano de cine y televisión, reconocido en el ambiente artístico de Nollywood.

## Biografía
Nativo del Estado de Ogun, Ajayi logró reconocimiento en su país luego de aparecer en la serie de televisión Hustle. Sus créditos en largometrajes incluyen producciones como Ojukokoro, Suru L'ere, The Lost Okoroshi, God Calling y 93 Days. En la popular telenovela nigeriana Gidi Up, Ajayi ha interpretado el papel recurrente de Wole. En 2020 fue anunciado dentro del reparto de la serie de televisión Smart Money Woman.

## Filmografía destacada

### Cine y televisión
- 2020 - Smart Money Woman
- 2019 - The Ghost and the House of Truth
- 2019 - The Lost Okoroshi
- 2018 - God Calling
- 2017 - Closed
- 2016 - Ojukokoro: Greed
- 2016 - Suru L'ere
- 2016 - 93 Days
- 2015 - Erased
- 2014 - Hustle